# پسر همسایه
پسر همسایه (انگلیسی: The Boy Next Door) فیلمی در ژانر مهیج شهوانی و به کارگردانی راب کوهن است که در سال ۲۰۱۵ منتشر شد.